# Liste des distinctions de Britney Spears
Les récompenses et nominations de Britney Spears sont nombreuses. Son premier album ...Baby One More Time engendre plusieurs succès mondiaux, et s'écoule à plus de 30 millions d'exemplaires
. Britney Spears est alors nommée deux fois aux Grammy Awards (Grammy pour le meilleur nouvel artiste et meilleure chanteuse catégorie Pop Vocal Performance) en 2000. Elle remporte son premier Grammy en 2005 pour son tube mondial Toxic dans la catégorie Meilleur enregistrement Dance. Au total, elle a été nommée pour huit Grammy, dont une victoire. Britney Spears a également été nommée pour vingt-neuf prix MTV Video Music, dont six victoires. En outre, elle a reçu le MTV Video Vanguard Award en 2011 pour ses prestations scéniques. Ses ventes mondiales atteignent les 200 millions en 2013. Cette distinction lui donne le titre de l'« artiste féminine no 1 de la décennie 2000 ». Elle est aussi l'artiste la plus récompensée de la décennie avec plus de 700 nominations et remporte plusieurs prix dans le monde entier.

## O Music Awards
| Année | Travail nommé  | Catégorie         | Résultat |
| ----- | -------------- | ----------------- | -------- |
| 2010  | Britney Spears | Meilleure Twitter | Lauréat  |

## Cosmopolitan Fragrance Awards
| Année | Travail nommé  | Catégorie                                                | Résultat |
| ----- | -------------- | -------------------------------------------------------- | -------- |
| 2010  | Circus Fantasy | Meilleure Célébrités Pour Femme                          | Lauréat  |
| 2011  | Fantasy        | Meilleure Célébrités pour les femmes - Prix des lecteurs | Lauréat  |

### Billboard Music Poll
| Année | Travail nommé         | Catégorie                     | Résultat |
| ----- | --------------------- | ----------------------------- | -------- |
| 2010  | Britney Spears        | Meilleure Chanteuse           | Lauréat  |
| 2011  | ...Baby one more time | Meilleur clip des années 1990 | Lauréat  |
| 2011  | Toxic                 | Meilleur clip des années 2000 | Lauréat  |

### PopCrush Music Awards
| Année | Travail nommé       | Catégorie          | Résultat   |
| ----- | ------------------- | ------------------ | ---------- |
| 2011  | Britney Spears      | Artiste de l'année | Lauréat    |
| 2011  | Femme Fatale        | Album de l'année   | Lauréat    |
| 2011  | Till the World Ends | Chanson de l'année | Nomination |

### EVMA
| Année | Travail nommé       | Catégorie            | Résultat |
| ----- | ------------------- | -------------------- | -------- |
| 2009  | Womanizer           | Vidéo de la décennie | Lauréat  |
| 2011  | Till The World Ends | Clip de l'année      | Lauréat  |

## Glammy Awards
| Année | Travail nommé | Catégorie            | Résultat |
| ----- | ------------- | -------------------- | -------- |
| 2006  | Curious       | Meilleure Beauté Buy | Lauréat  |
| 2007  | Curious       | Meilleure Beauté Buy | Lauréat  |
| 2008  | Curious       | Meilleure Beauté Buy | Lauréat  |
| 2009  | Curious       | Meilleure Beauté Buy | Lauréat  |
| 2010  | Curious       | Meilleure Beauté Buy | Lauréat  |

## Miscellaneous Awards
| Année | Travail nommé | Catégorie                    | Résultat |
| ----- | ------------- | ---------------------------- | -------- |
| 2005  | Curious       | Prix Choix des Consommateurs | Lauréat  |

## Fragrance Foundations
| Année | Travail nommé | Catégorie              | Résultat |
| ----- | ------------- | ---------------------- | -------- |
| 2005  | Curious       | Meilleure femme Parfum | Lauréat  |

## MTV Movie Awards
| Année | Travail nommé | Catégorie         | Résultat   |
| ----- | ------------- | ----------------- | ---------- |
| 2002  | Crossroads    | Meilleure Style   | Nomination |
| 2002  | Crossroads    | Performance Femme | Nomination |

## Emmy Awards
| Année | Travail nommé                                | Catégorie                                                                                   | Résultat |
| ----- | -------------------------------------------- | ------------------------------------------------------------------------------------------- | -------- |
| 2002  | Britney: Live from Las Vegas                 | Direction technique exceptionnelle, Camerawork, vidéo d'une minisérie, film ou d'un spécial | Lauréat  |
| 2003  | Saturday Night Live: Britney Spears          | Meilleure Direction Technique                                                               | Lauréat  |
| 2004  | Britney Spears In The Zone And Out All Night | Meilleure édition des Affaires étrangères avec une seule caméra                             | Lauréat  |

## BMI Film & TV Awards
| Année | Travail nommé                            | Catégorie                  | Résultat |
| ----- | ---------------------------------------- | -------------------------- | -------- |
| 2005  | Britney Spears, Scott Bennett (Zoey 101) | Meilleure Chanson Original | Lauréat  |
| 2008  | Britney Spears, Scott Bennett (Zoey 101) | Meilleure Chanson Original | Lauréat  |

## Teen Choice Awards
| Année | Travail nommé               | Catégorie                                     | Résultat   |
| ----- | --------------------------- | --------------------------------------------- | ---------- |
| 2002  | Crossroads                  | Super Écran: Actrice, Drame / Action Aventure | Nomination |
| 2002  | Britney Spears, Anson Mount | Super Écran: Chimie                           | Nomination |
| 2005  | Britney & Kevin: Chaotic    | Meilleure TV Realiter                         | Nomination |
| 2005  | Herself                     | Meilleure Personnalité de TV                  | Lauréat    |

## People Choice Awards
| Année | Travail nommé         | Catégorie                          | Résultat |
| ----- | --------------------- | ---------------------------------- | -------- |
| 2009  | How I Met Your Mother | Scène favorit Guest Star           | Lauréat  |
| 2011  | Glee                  | Meilleure Star Inviter             | Lauréat  |
| 2014  | Work Bitch            | Meilleur artiste pop.              | Lauréat  |
| 2017  | Slumber Party         | Meilleur artiste pop.              | Lauréat  |
| 2017  | Slumber Party         | Meilleur artiste féminine préféré. | Lauréat  |

## Cyprus Music Awards
| Année | Travail nommé                    | Catégorie                  | Résultat |
| ----- | -------------------------------- | -------------------------- | -------- |
| 2011  | I Wanna Go                       | Meilleure Clip Féminine    | Lauréat  |
| 2011  | Britney Spears                   | Meilleure Artiste Féminine | Lauréat  |
| 2011  | Britney Spears                   | Meilleure Artiste Pop      | Lauréat  |
| 2011  | Britney Spears                   | Meilleure Fan              | Lauréat  |
| 2011  | B in the Mix: The Remixes Vol. 2 | Meilleure Album Remix      | Lauréat  |

## Grammy Awards
| Année | Travail nommé           | Catégorie                      | Résultat   |
| ----- | ----------------------- | ------------------------------ | ---------- |
| 2000  | Herself                 | Revelation Artiste             | Nomination |
| 2000  | ...Baby One More Time   | Meilleure Artiste Feminine Pop | Nomination |
| 2001  | Oops!... I Did It Again | Artiste Feminine Pop           | Nomination |
| 2001  | Oops!... I Did It Again | Meilleure Album Pop            | Nomination |
| 2003  | Overprotected           | Artiste Feminine Pop           | Nomination |
| 2003  | Britney                 | Meilleure Album Pop            | Nomination |
| 2005  | Toxic                   | Meilleure Dance                | Lauréat    |
| 2010  | Womanizer               | Meilleure Dance                | Nomination |

## Polish Society of the Phonographic Industry
| Année | Travail nommé | Catégorie                                        | Résultat |
| ----- | ------------- | ------------------------------------------------ | -------- |
| 2010  | Womanizer     | International de la chanson numérique de l'année | Lauréat  |

## American Music Awards
| Année | Travail nommé                    | Catégorie                         | Résultat   |
| ----- | -------------------------------- | --------------------------------- | ---------- |
| 2000  |                                  | Meilleure Pop/Rock Nouvel Artiste | Lauréat    |
| 2000  | Meilleure Pop/Rock Femme Artiste | Nomination                        |            |
| 2000  | ...Baby One More Time            | Meilleure Pop/Rock Album          | Nomination |
| 2001  |                                  | Meilleure Pop/Rock Femme Artiste  | Nomination |
| 2001  | Oops!...I Did It Again           | Meilleure Pop/Rock Album          | Nomination |

## World Music Awards
| Année | Travail nommé  | Catégorie                                  | Résultat   |
| ----- | -------------- | ------------------------------------------ | ---------- |
| 2000  | Britney Spears | Meilleur Artiste Pop de vente Femme        | Lauréat    |
| 2001  | Britney Spears | Meilleur Artiste Pop de vente Femme        | Lauréat    |
| 2001  | Britney Spears | Meilleur Artiste Féminin de danse de vente | Lauréat    |
| 2002  | Britney Spears | Meilleur Artiste Pop de vente Femme        | Nomination |
| 2014  | Britney Army   | Meilleure fanbase                          | Lauréat    |

## The Brit Awards
| Année | Travail nommé  | Catégorie                       | Résultat   |
| ----- | -------------- | ------------------------------- | ---------- |
| 2000  | Britney Spears | Revelation Internationale       | Nomination |
| 2000  | Britney Spears | Artiste Feminine Internationale | Nomination |
| 2001  | Britney Spears | Artiste Feminine Internationale | Nomination |
| 2001  | Britney Spears | Meilleure Artiste Pop           | Nomination |

## MuchMusic Video Awards
| Année | Travail nommé       | Catégorie                                | Résultat   |
| ----- | ------------------- | ---------------------------------------- | ---------- |
| 1999  | Britney Spears      | Meilleure Artiste Internationale         | Lauréat    |
| 2004  | Toxic               | Meilleure Video Internationale           | Lauréat    |
| 2004  | Toxic               | Meilleure Artiste Internationale         | Nomination |
| 2009  | Womanizer           | Meilleure Video D'artiste Internationale | Nomination |
| 2011  | Till The World Ends | Meilleure Video D'artiste Internationale | Nomination |
| 2011  | Till The World Ends | Meilleure Video Internationale           | Nomination |

## People's Choice Awards
| Année | Travail nommé           | Catégorie                              | Résultat   |
| ----- | ----------------------- | -------------------------------------- | ---------- |
| 2000  | Britney Spears          | Meilleure Artiste Internationale       | Lauréat    |
| 2001  | Britney Spears          | Meilleure Performance Feminine Musical | Nomination |
| 2004  | Britney Spears          | Meilleure Artiste Internationale       | Nomination |
| 2005  | Britney Spears, Madonna | Meilleure Duo                          | Nomination |
| 2010  | Britney Spears          | Artiste Feminine                       | Nomination |
| 2010  | Britney Spears          | Meilleure Artiste Pop                  | Nomination |
| 2012  | Femme Fatale            | Album de l'année                       | Nomination |
| 2014  | Britney Spears          | Artiste Féminine                       | Nomination |
| 2014  | Britney Spears          | Meilleure artiste Pop                  | Lauréat    |
| 2014  | Britney Spears          | Meilleure Fanbase                      | Nomination |

## Billboard Music Awards
| Année | Travail nommé                      | Catégorie                                                                       | Résultat   |
| ----- | ---------------------------------- | ------------------------------------------------------------------------------- | ---------- |
| 1999  | Britney Spears                     | Revelation Artiste                                                              | Lauréat    |
| 1999  | Britney Spears                     | Revelation Artiste Pop                                                          | Lauréat    |
| 1999  | Britney Spears                     | Artiste Feminine                                                                | Lauréat    |
| 1999  | Britney Spears                     | Hot 100 Singles d'Artiste                                                       | Nomination |
| 1999  | Britney Spears                     | Meilleure Album d'Artiste                                                       | Nomination |
| 1999  | Britney Spears                     | Album Feminin de l'année                                                        | Lauréat    |
| 1999  | ...Baby One More Time              | Albums de l'année                                                               | Nomination |
| 2000  | Britney Spears                     | Album d'Artiste                                                                 | Lauréat    |
| 2000  | "Oops I Did It Again"              | Album meilleures ventes d'une semaine pour une artiste féminine dans l'Histoire | Lauréat    |
| 2000  | "Oops I Did It Again"              | Record du monde briseur de 2000                                                 | Lauréat    |
| 2001  | "Don't Let Me Be the Last to Know" | Meilleur Adulte contemporain Vidéo                                              | Nomination |
| 2004  | "Me Against the Music"             | Les ventes Hot Dance Single de l'année                                          | Lauréat    |
| 2004  | "Me Against the Music"             | Les meilleures ventes de danse Single de l'année                                | Lauréat    |
| 2004  | Herself                            | Artiste Feminine de l'année                                                     | Nomination |
| 2004  | Herself                            | Top 40 Artiste de l'année                                                       | Nomination |
| 2008  | Circus                             | Meilleure Album                                                                 | Lauréat    |
| 2012  | Britney Spears                     | Premier semestre joueur le plus utile                                           | Lauréat    |
| 2012  | Britney Spears                     | Plus Styler                                                                     | Nomination |
| 2012  | Britney Spears                     | Meilleure Retour                                                                | Nomination |
| 2012  | "Hold It Against Me"               | Favoris Hot 100 Chanson no 1                                                    | Lauréat    |
| 2012  | Femme Fatale                       | Favoris Billboard 200 no 1 d'Album                                              | Lauréat    |
| 2012  | "I Wanna Go"                       | Meilleure Clip Video                                                            | Lauréat    |
| 2012  | Femme Fatale Tour                  | Meilleure Concert                                                               | Lauréat    |
| 2012  | Britney Spears                     | 2011 MVP                                                                        | Lauréat    |
| 2012  | "Hold It Agains Me                 | Chanson de l'année                                                              | Nomination |
| 2012  | Femme Fatale                       | Favoris Billboard 200 no 1 Album                                                | Nomination |
| 2012  | "Till The World Ends"              | Meilleur clip video                                                             | Lauréat    |
| 2012  | Rihanna & Britney Spears           | Meilleure performance                                                           | Lauréat    |
| 2012  | Britney Spears                     | Artiste le plus surestimé                                                       | Nomination |
| 2016  | Britney Spears                     | Millenium Award                                                                 | Lauréat    |

### NewNowNext Awards
| Année | Travail nommé  | Catégorie                                  | Résultat |
| ----- | -------------- | ------------------------------------------ | -------- |
| 2008  | Britney Spears | Toujours maintenant, Prix Toujours Suivant | Lauréat  |

### Glammy Award
| Année | Travail nommé | Catégorie                  | Résultat |
| ----- | ------------- | -------------------------- | -------- |
| 2009  | Curious       | Meilleur Produit de Beauté | Lauréat  |

## NRJ Music Awards
| Année | Travail nommé           | Catégorie                       | Résultat   |
| ----- | ----------------------- | ------------------------------- | ---------- |
| 2001  | Oops!... I Did It Again | Album Internationale            | Nomination |
| 2001  | Britney Spears          | Artiste Feminine Internationale | Nomination |
| 2004  | Britney Spears          | Site Web Musical                | Nomination |
| 2005  | Britney Spears          | Artiste Feminine Internationale | Nomination |
| 2005  | Toxic                   | Clip                            | Nomination |
| 2008  | "Blackout"              | Album Internationale            | Lauréat    |
| 2009  | Britney Spears          | Artiste Feminine Internationale | Lauréat    |
| 2009  | "Womanizer"             | Clip                            | Lauréat    |
| 2012  | Britney Spears          | Artiste Feminine Internationale | Nomination |

## Europe NRJ Radio Awards
| Année | Travail nommé  | Catégorie                       | Résultat |
| ----- | -------------- | ------------------------------- | -------- |
| 2000  | Britney Spears | Artiste Feminine Internationale | Lauréat  |

## Teen Choice Awards
| Année | Travail nommé                       | Catégorie                                | Résultat   |
| ----- | ----------------------------------- | ---------------------------------------- | ---------- |
| 1999  | Baby One More Time                  | Choix: Music Single                      | Lauréat    |
| 1999  | Britney Spears                      | Choix Music Artiste Feminine             | Nomination |
| 1999  | Britney Spears                      | Choix Moins de 25                        | Nomination |
| 2000  | Oops!...I Did It Again              | Choix Music : Single                     | Nomination |
| 2000  | Britney Spears                      | Choix Femme                              | Lauréat    |
| 2000  | Britney Spears                      | Choix Music : Artiste Feminine           | Lauréat    |
| 2000  | Britney Spears                      | Choix Souriez Celebrity                  | Nomination |
| 2001  | Stronger                            | Choix Music : Single                     | Nomination |
| 2001  | Britney Spears                      | Choix Femme                              | Lauréat    |
| 2001  | Britney Spears                      | Choix Music : Artiste Feminine           | Lauréat    |
| 2002  | I'm a Slave 4 U                     | Choix Music : Single                     | Nomination |
| 2002  | Britney Spears                      | Choix Music : Artiste Feminine           | Lauréat    |
| 2002  | Britney Spears                      | Choix Femme                              | Lauréat    |
| 2003  | Britney Spears                      | Choix Femme                              | Nomination |
| 2003  | Britney Spears                      | Choix Femme Fashion                      | Nomination |
| 2004  | Toxic                               | Choix Music Single                       | Lauréat    |
| 2004  | Outrageous                          | Choix Chanson de L'été                   | Lauréat    |
| 2004  | Everytime                           | Choix Music: Amour Chanson               | Lauréat    |
| 2004  | Me Against The Music                | Choix Music: Crochet jusqu'à             | Nomination |
| 2004  | The Onyx Hotel                      | Choix Music: Concert                     | Lauréat    |
| 2004  | Britney Spears                      | Choix Music: Artiste Feminine            | Nomination |
| 2004  | Britney Spears                      | Choix Femme                              | Nomination |
| 2005  | Britney Spears                      | Choix Music : Artiste Feminine           | Lauréat    |
| 2007  | Britney Spears                      | Choix OMG! Moment                        | Lauréat    |
| 2007  | Britney Spears                      | Choix: Personnalité de l'année           | Lauréat    |
| 2008  | Britney Spears                      | Choix Music : Artiste Feminine           | Nomination |
| 2008  | Britney Spears                      | Les fans les plus fanatiques             | Lauréat    |
| 2009  | Circus                              | Choix Music : Single                     | Nomination |
| 2009  | Britney Spears                      | Choix Music : Artiste Feminine           | Nomination |
| 2009  | The Circus Starring: Britney Spears | Choix Music : Concert                    | Nomination |
| 2009  | Britney Spears                      | Choix Prix Ultime                        | Lauréat    |
| 2011  | Britney Spears                      | Été Choix: Femme Étoile                  | Nomination |
| 2015  | Britney Spears                      | Meilleur Style Vestimentaire             | Lauréat    |
| 2015  | Britney Spears                      | Choix music : Meilleure Collaboration    | Nomination |
| 2015  | Britney Spears                      | Choix music : Meilleure Chanson Féminine | Nomination |

## Israel Teen Choice Awards
| Année | Travail nommé  | Catégorie           | Résultat |
| ----- | -------------- | ------------------- | -------- |
| 2006  | Britney Spears | Meilleure Chanteuse | Lauréat  |

## MTV Video Music Awards
| Année | Travail nommé             | Catégorie                                     | Résultat   |
| ----- | ------------------------- | --------------------------------------------- | ---------- |
| 1999  | "...Baby One More Time"   | Meilleure Video Feminine                      | Lauréat    |
| 1999  | "...Baby One More Time"   | Meilleure Video Pop                           | Lauréat    |
| 1999  | "...Baby One More Time"   | Meilleure chorégraphie dans une vidéo         | Lauréat    |
| 1999  | "...Baby One More Time"   | Internationale Choix Spectateur en Russie     | Lauréat    |
| 2000  | "(You Drive Me) Crazy"    | Meilleure Video Dance                         | Lauréat    |
| 2000  | "Oops!... I Did It Again" | Meilleure Video Feminine                      | Nomination |
| 2000  | "Oops!... I Did It Again" | Meilleure Video Pop                           | Nomination |
| 2000  | "Oops!... I Did It Again" | Meilleure Choix Public                        | Nomination |
| 2001  | "Stronger"                | Meilleure Video Pop                           | Nomination |
| 2002  | "I'm a Slave 4 U"         | Meilleure Video Feminine                      | Nomination |
| 2002  | "I'm a Slave 4 U"         | Meilleure Video Dance                         | Nomination |
| 2002  | "I'm a Slave 4 U"         | Meilleure chorégraphie dans une vidéo         | Nomination |
| 2003  | Boys                      | Meilleure Video Pour Film                     | Nomination |
| 2004  | "Toxic"                   | Video de l'année                              | Nomination |
| 2004  | "Toxic"                   | Meilleure video féminine                      | Nomination |
| 2004  | "Toxic"                   | Meilleure video pop                           | Nomination |
| 2004  | "Toxic"                   | Meilleure video dance                         | Nomination |
| 2008  | Piece of Me               | Video de l'année                              | Lauréat    |
| 2008  | Piece of Me               | Meilleure Video Feminine                      | Lauréat    |
| 2008  | Piece of Me               | Meilleure Video Pop                           | Lauréat    |
| 2009  | "Womanizer"               | Video de l'année                              | Nomination |
| 2009  | "Womanizer"               | Meilleure Video Pop                           | Lauréat    |
| 2009  | "Circus"                  | Meilleure réalisation dans une vidéo          | Nomination |
| 2009  | "Circus"                  | Meilleure chorégraphie dans une vidéo         | Nomination |
| 2009  | "Circus"                  | Meilleure direction artistique dans une vidéo | Nomination |
| 2009  | "Circus"                  | Meilleur montage dans une vidéo               | Nomination |
| 2009  | "Circus"                  | Meilleure cinématographie dans une vidéo      | Nomination |
| 2011  | "Till The World Ends"     | Meilleure Video Pop                           | Lauréat    |
| 2011  | "Till The World Ends"     | Meilleure chorégraphie dans une vidéo         | Nomination |
| 2011  | Britney Spears            | MTV Video Vanguard Award                      | Lauréat    |

### MTV Europe Music Awards
| Année | Travail nommé             | Catégorie                           | Résultat   |
| ----- | ------------------------- | ----------------------------------- | ---------- |
| 1999  | "...Baby One More Time"   | Meilleure Chanson                   | Lauréat    |
| 1999  | Britney Spears            | Meilleure Femme                     | Lauréat    |
| 1999  | Britney Spears            | Meilleure Nouvelle Artiste          | Lauréat    |
| 1999  | Britney Spears            | Meilleure Pop                       | Lauréat    |
| 2000  | "Oops!... I Did It Again" | Meilleure Chanson                   | Nomination |
| 2000  | Britney Spears            | Meilleure Femme                     | Nomination |
| 2000  | Britney Spears            | Meilleure Pop                       | Nomination |
| 2001  | Britney Spears            | Meilleure Pop                       | Nomination |
| 2002  | Britney Spears            | Meilleure Femme                     | Nomination |
| 2004  | "Toxic"                   | Meilleure Chanson                   | Nomination |
| 2004  | Britney Spears            | Meilleure Femme                     | Lauréat    |
| 2004  | Britney Spears            | Meilleure Pop                       | Nomination |
| 2008  | Britney Spears            | Meilleure Artiste                   | Lauréat    |
| 2008  | Britney Spears            | Meilleure carrière                  | Nomination |
| 2008  | Blackout                  | Album de l'année                    | Lauréat    |
| 2009  | "Circus"                  | Meilleure Video                     | Nomination |
| 2011  | Britney Spears            | Meilleure Pop                       | Nomination |
| 2011  | Britney Spears            | Meilleur Artiste D'Amérique du Nord | Lauréat    |
| 2011  | Britney Spears            | Meilleur loi dans le monde          | Nomination |

### MTV Asia Awards
| Année | Travail nommé      | Catégorie                  | Résultat   |
| ----- | ------------------ | -------------------------- | ---------- |
| 2002  | Britney Spears     | Meilleure Artiste Feminine | Lauréat    |
| 2003  | I Love Rock N'Roll | Meilleure Video            | Nomination |
| 2005  | Britney Spears     | Meilleure Artiste Feminine | Nomination |

### Los Premios MTV Latinoamérica
| Année | Travail nommé  | Catégorie                             | Résultat |
| ----- | -------------- | ------------------------------------- | -------- |
| 2002  | Britney Spears | Meilleure Artiste Pop - International | Lauréat  |
| 2009  | Britney Spears | Meilleure Artiste Pop - International | Lauréat  |
| 2009  | Britney Spears | Meilleure Fan Club                    | Lauréat  |
| 2009  | Womanizer      | Meilleure Sonnerie                    | Lauréat  |

### MTV Video Music Brasil
| Année | Travail nommé                        | Catégorie                        | Résultat   |
| ----- | ------------------------------------ | -------------------------------- | ---------- |
| 2002  | I'm a Slave 4 U                      | Meilleure Video Internationale   | Nomination |
| 2004  | Me Against the Music (feat. Madonna) | Meilleure Video Internationale   | Nomination |
| 2005  | Do Somethin                          | Meilleure Video Internationale   | Nomination |
| 2008  | Britney Spears                       | Meilleure Artiste Internationale | Nomination |
| 2009  | Britney Spears                       | Meilleure Artiste Internationale | Lauréat    |
| 2011  | Britney Spears                       | Meilleure Artiste Internationale | Nomination |

### MTV Video Music Awards Japan
| Année | Travail nommé                         | Catégorie                | Résultat   |
| ----- | ------------------------------------- | ------------------------ | ---------- |
| 2002  | Britney Spears                        | Meilleure Femme          | Nomination |
| 2002  | Britney Spears                        | Meilleure Artiste Pop    | Nomination |
| 2004  | "Me Against the Music" (Avec Madonna) | Meilleure Clip Feminin   | Nomination |
| 2004  | "Me Against the Music" (Avec Madonna) | Meilleure duo            | Nomination |
| 2009  | "Womanizer"                           | Video de l'année         | Nomination |
| 2009  | "Womanizer"                           | Meilleure Video Feminine | Nomination |

### MTV Australia Awards
| Année | Travail nommé  | Catégorie                             | Résultat   |
| ----- | -------------- | ------------------------------------- | ---------- |
| 2005  | Britney Spears | Meilleure Femme                       | Nomination |
| 2005  | Toxic          | Meilleure Video dance                 | Nomination |
| 2005  | Toxic          | Meilleure Cli Sex                     | Nomination |
| 2009  | "Circus"       | Meilleure Choregraphie dans une Video | Lauréat    |

### MTV Women of the Year
| Année | Travail nommé  | Catégorie | Résultat |
| ----- | -------------- | --------- | -------- |
| 2007  | Britney Spears | 1er Place | Lauréat  |
| 2008  | Britney Spears | 2e Place  | Lauréat  |
| 2009  | Britney Spears | 6e Place  | Lauréat  |

### MTV UK
| Année | Travail nommé | Catégorie              | Résultat |
| ----- | ------------- | ---------------------- | -------- |
| 2010  | Toxic         | Compilation de musique | Lauréat  |

### Virgin Media Music Awards
| Année | Travail nommé  | Catégorie                       | Résultat   |
| ----- | -------------- | ------------------------------- | ---------- |
| 2007  | Blackout       | Meilleure Album                 | Nomination |
| 2008  | Circus         | Meilleure Album                 | Nomination |
| 2008  | Womanizer      | Meilleure Chanson               | Nomination |
| 2008  | Britney Spears | Meilleure Artiste               | Nomination |
| 2008  | Britney Spears | Retour de l'année               | Nomination |
| 2008  | Britney Spears | Legende de l'année              | Nomination |
| 2009  | Britney Spears | Meilleure Artiste Feminine Solo | Lauréat    |
| 2009  | Britney Spears | Twitter de l'année              | Lauréat    |
| 2011  | Britney Spears | Meilleure Femme                 | Nomination |

### VH1 Awards
| Année | Travail nommé  | Catégorie                  | Résultat |
| ----- | -------------- | -------------------------- | -------- |
| 2001  | Britney Spears | Apparence Meilleur nombril | Lauréat  |

### Cosmopolitan Magazine
| Année | Travail nommé  | Catégorie                       | Résultat |
| ----- | -------------- | ------------------------------- | -------- |
| 2002  | Britney Spears | Fun, Femme intrépide de l'Année | Lauréat  |

### Neil Bogart Memorial Fund
| Année | Travail nommé  | Catégorie              | Résultat |
| ----- | -------------- | ---------------------- | -------- |
| 2002  | Britney Spears | Choix Prix Pour Enfant | Lauréat  |

### Glamour Magazine UK
| Année | Travail nommé  | Catégorie       | Résultat |
| ----- | -------------- | --------------- | -------- |
| 2002  | Britney Spears | Dame de l'année | Lauréat  |

### Forbes Magazine
| Année | Travail nommé  | Catégorie                   | Résultat |
| ----- | -------------- | --------------------------- | -------- |
| 2003  | Britney Spears | Célébrité la plus puissante | Lauréat  |

### Brasil Music Awards
| Année | Travail nommé  | Catégorie                       | Résultat |
| ----- | -------------- | ------------------------------- | -------- |
| 2004  | Britney Spears | Artiste Feminine Internationale | Lauréat  |

### Rockbear Awards
| Année | Travail nommé  | Catégorie                                | Résultat |
| ----- | -------------- | ---------------------------------------- | -------- |
| 2004  | My Prerogative | Critique vidéo Meilleur Choix de l'année | Lauréat  |

### Billboard Music Poll
| Année | Travail nommé | Catégorie       | Résultat |
| ----- | ------------- | --------------- | -------- |
| 2007  | Blackout      | Meilleure Album | Lauréat  |

### USA Today's Celebrity Heat Index
| Année | Travail nommé  | Catégorie                          | Résultat |
| ----- | -------------- | ---------------------------------- | -------- |
| 2007  | Britney Spears | Plus parlé - À propos de Celebrity | Lauréat  |

### Apelzin awards
| Année | Travail nommé  | Catégorie           | Résultat |
| ----- | -------------- | ------------------- | -------- |
| 2007  | Britney Spears | Meilleur projet pop | Lauréat  |

### Nickelodeon Kids' Choice Awards
| Année | Travail nommé                    | Catégorie                  | Résultat   |
| ----- | -------------------------------- | -------------------------- | ---------- |
| 2000  | Britney Spears                   | Meilleure Artiste Feminine | Lauréat    |
| 2000  | (You Drive Me) Crazy             | Meilleure Chanson          | Lauréat    |
| 2001  | Britney Spears                   | Meilleure Artiste Feminine | Lauréat    |
| 2001  | Oops!...I Did It Again           | Meilleure Chanson          | Lauréat    |
| 2002  | Britney Spears                   | Meilleure Artiste Feminine | Lauréat    |
| 2002  | Don't Let Me Be The Last To Know | Meilleure Chanson          | Nomination |
| 2003  | Britney Spears                   | Meilleure Artiste Feminine | Nomination |
| 2003  | Britney Spears                   | Meilleure Burp             | Nomination |
| 2005  | Toxic                            | Meilleure Chanson          | Lauréat    |

### Juno Award
| Année | Travail nommé           | Catégorie            | Résultat   |
| ----- | ----------------------- | -------------------- | ---------- |
| 2000  | ...Baby One More Time   | Meilleure Album      | Nomination |
| 2001  | Oops!... I Did It Again | Meilleure Album      | Nomination |
| 2010  | Circus                  | Album Internationale | Nomination |

### Golden Bravo Otto Awards
| Année | Travail nommé  | Catégorie                  | Résultat |
| ----- | -------------- | -------------------------- | -------- |
| 1999  | Britney Spears | Meilleur Artiste aimé      | Lauréat  |
| 1999  | Britney Spears | Meilleure Live             | Lauréat  |
| 2000  | Britney Spears | Meilleure Artiste Feminine | Lauréat  |

### Europe Awards
| Année | Travail nommé  | Catégorie                  | Résultat |
| ----- | -------------- | -------------------------- | -------- |
| 1999  | Britney Spears | Femme plupart Fanciable    | Lauréat  |
| 1999  | Britney Spears | Best Dance                 | Lauréat  |
| 1999  | Britney Spears | Meilleure Artiste Feminine | Lauréat  |

### International Dance Music Awards
| Année | Travail nommé   | Catégorie                      | Résultat   |
| ----- | --------------- | ------------------------------ | ---------- |
| 2002  | I'm a Slave 4 U | Meilleure Chanson R&B Dance    | Lauréat    |
| 2005  | Toxic           | Meilleure Chanson Pop Dance    | Nomination |
| 2005  | Britney Spears  | Meilleure Artiste Dance (Solo) | Nomination |
| 2008  | Gimme More      | Meilleure Chanson Pop Dance    | Nomination |
| 2008  | Britney Spears  | Meilleure Artiste Dance (Solo) | Nomination |
| 2009  | Womanizer       | Meilleure Chanson Pop Dance    | Nomination |
| 2009  | Womanizer       | Meilleure Clip                 | Nomination |
| 2009  | Britney Spears  | Meilleure Artiste (Solo)       | Nomination |
| 2010  | 3               | Meilleure Chanson Pop Dance    | Nomination |
| 2010  | 3               | Meilleure Clip                 | Lauréat    |
| 2010  | Britney Spears  | Meilleure Artiste (Solo)       | Nomination |

### Hot 40 Music Awards
| Année | Travail nommé                                          | Catégorie                  | Résultat   |
| ----- | ------------------------------------------------------ | -------------------------- | ---------- |
| 1999  | ... Baby One More Time                                 | Chanson de l'année         | Lauréat    |
| 1999  | ... Baby One More Time                                 | Meilleure Chanson Feminine | Nomination |
| 1999  | ... Baby One More Time                                 | Meilleure Chanson Pop      | Nomination |
| 1999  | Soda Pop                                               | Chanson de l'année         | Nomination |
| 2000  | Born To Make You Happy                                 | Chanson de l'année         | Nomination |
| 2000  | Oops!... I Did It Again                                | Chanson de l'année         | Nomination |
| 2000  | Lucky                                                  | Chanson de l'année         | Nomination |
| 2001  | Stronger                                               | Chanson de l'année         | Nomination |
| 2009  | Womanizer                                              | Chanson de l'année         | Nomination |
| 2009  | Womanizer                                              | Meilleure Chanson Feminine | Nomination |
| 2009  | Womanizer                                              | Meilleure Chanson Pop      | Lauréat    |
| 2009  | Womanizer                                              | Meilleure Chanson Dance    | Lauréat    |
| 2009  | Circus                                                 | Chanson de l'année         | Nomination |
| 2009  | Circus                                                 | Meilleure Chanson Feminine | Nomination |
| 2009  | Circus                                                 | Meilleure Chanson Pop      | Nomination |
| 2009  | Circus                                                 | Meilleure Chanson Dance    | Nomination |
| 2009  | If U Seek Amy                                          | Meilleure Chanson          | Nomination |
| 2009  | If U Seek Amy                                          | Meilleure Chanson Pop      | Nomination |
| 2009  | Britney Spears                                         | Artiste de l'année         | Nomination |
| 2009  | Britney Spears                                         | Meilleure Artiste Feminine | Nomination |
| 2011  | Hold It Against Me                                     | Chanson de l'année         | Nomination |
| 2011  | Hold It Against Me                                     | Meilleure Chanson Feminine | Lauréat    |
| 2011  | Hold It Against Me                                     | Meilleure Chanson Pop      | Lauréat    |
| 2011  | Hold It Against Me                                     | Meilleure Chanson Dance    | Nomination |
| 2011  | Hold It Against Me                                     | Meilleure Chanson d'amour  | Nomination |
| 2011  | Till The World Ends (Remix) Feat. Nicki Minaj et Ke$ha | Chanson de l'année         | Lauréat    |
| 2011  | Till The World Ends (Remix) Feat. Nicki Minaj et Ke$ha | Meilleure Chanson Feminine | Nomination |
| 2011  | Till The World Ends (Remix) Feat. Nicki Minaj et Ke$ha | Meilleure Chanson Pop      | Nomination |
| 2011  | Till The World Ends (Remix) Feat. Nicki Minaj et Ke$ha | Meilleure Chanson Dance    | Lauréat    |
| 2011  | Till The World Ends (Remix) Feat. Nicki Minaj et Ke$ha | Meilleure Collaboration    | Lauréat    |
| 2011  | S&M (Remix) Rihanna Feat. Britney Spears               | Meilleure Chanson R&B      | Lauréat    |
| 2011  | Britney Spears                                         | Artiste de l'année         | Lauréat    |
| 2011  | Britney Spears                                         | Meilleure Artiste Feminine | Lauréat    |

### Bravo Gold Awards
| Année | Travail nommé  | Catégorie                                 | Résultat |
| ----- | -------------- | ----------------------------------------- | -------- |
| 1999  | Britney Spears | Meilleure Artiste Feminine Internationale | Lauréat  |
| 2000  | Britney Spears | Meilleure Artiste Feminine Internationale | Lauréat  |

### Gold Disc Awards
| Année | Travail nommé  | Catégorie                 | Résultat |
| ----- | -------------- | ------------------------- | -------- |
| 1999  | Britney Spears | Revelation Internationale | Lauréat  |

### Philippines Pop Music Awards
| Année | Travail nommé  | Catégorie                             | Résultat |
| ----- | -------------- | ------------------------------------- | -------- |
| 2009  | Britney Spears | Meilleure Artiste                     | Lauréat  |
| 2009  | Britney Spears | Meilleure Artiste - de tous les temps | Lauréat  |
| 2009  | Womanizer      | Meilleure Clip                        | Lauréat  |
| 2009  | Womanizer      | Meilleure Single                      | Lauréat  |

### Awards
| Année | Travail nommé  | Catégorie       | Résultat |
| ----- | -------------- | --------------- | -------- |
| 2001  | Britney Spears | Meilleure Femme | Lauréat  |

### IFPI Hong Kong Top Sales Music Awards
| Année | Travail nommé                 | Catégorie             | Résultat |
| ----- | ----------------------------- | --------------------- | -------- |
| 2005  | Greatest Hits: My Prerogative | Meilleure Compilation | Lauréat  |

### Japan Golden Disc Awards
| Année | Travail nommé                   | Catégorie                     | Résultat |
| ----- | ------------------------------- | ----------------------------- | -------- |
| 2003  | Britney Spears                  | Revelation Internationale     | Lauréat  |
| 2001  | I'm Not A Girl, Not Yet A Woman | Meilleure Clip Internationale | Lauréat  |

### AOL Awards
| Année | Travail nommé       | Catégorie                | Résultat |
| ----- | ------------------- | ------------------------ | -------- |
| 1999  | Britney Spears      | Revelation Artiste       | Lauréat  |
| 1999  | Britney Spears      | Top Célébrité recherchée | Lauréat  |
| 1999  | Till The World Ends | Meilleure Chanson 2011   | Lauréat  |

### Yahoo!
| Année | Travail nommé  | Catégorie                           | Résultat |
| ----- | -------------- | ----------------------------------- | -------- |
| 2001  | Britney Spears | Top Artiste recherché de l'annéer   | Lauréat  |
| 2002  | Britney Spears | Top Artiste recherché de l'année    | Lauréat  |
| 2003  | Britney Spears | Top Artiste recherché de l'année    | Lauréat  |
| 2004  | Britney Spears | Top Artiste recherché de l'année    | Lauréat  |
| 2005  | Britney Spears | Top Artiste recherché de l'année    | Lauréat  |
| 2006  | Britney Spears | Top Artiste recherché de l'année    | Lauréat  |
| 2007  | Gimme More     | Meilleure Sonnerie Sexy             | Lauréat  |
| 2007  | Britney Spears | Top Artiste recherché de l'année    | Lauréat  |
| 2007  | Britney Spears | Meilleure Artiste                   | Lauréat  |
| 2007  | Blackout       | Album de l'année                    | Lauréat  |
| 2007  | Piece of me    | Chanson de l'année                  | Lauréat  |
| 2008  | Britney Spears | Personne plus recherchée de l'année | Lauréat  |

### TMF Music Awards
| Année | Travail nommé                   | Catégorie                                          | Résultat |
| ----- | ------------------------------- | -------------------------------------------------- | -------- |
| 2000  | Britney Spears                  | Meilleure artiste féminine des Affaires étrangères | Lauréat  |
| 2001  | I'm Not A Girl, Not Yet A Woman | Meilleure Revelation                               | Lauréat  |

### Popstar Magazine Awards
| Année | Travail nommé  | Catégorie               | Résultat |
| ----- | -------------- | ----------------------- | -------- |
| 2002  | Britney Spears | Meilleure Chanteuse Pop | Lauréat  |
| 2003  | Britney Spears | Meilleure Chanteuse Pop | Lauréat  |
| 2004  | Toxic          | Meilleure Clip Pop      | Lauréat  |

### Guinness World Record
| Année | Travail nommé      | Catégorie                                                                                  | Résultat |
| ----- | ------------------ | ------------------------------------------------------------------------------------------ | -------- |
| 1999  | Baby One More Time | Album le plus vendu par un artiste solo chez les adolescentes                              | Lauréat  |
| 1999  | Baby One More Time | Meilleure Vente de tous les temps                                                          | Lauréat  |
| 1999  | Britney Spears     | no 11 au Royaume-Uni tableau                                                               | Lauréat  |
| 2004  | Britney Spears     | 5ème meilleur artiste féminin ayant vendu le plus de disques dans l'histoire de la musique | Lauréat  |
| 2008  | Britney Spears     | Personne la plus recherchée                                                                | Lauréat  |
| 2011  | Britney Spears     | Plus jeune artiste féminine à avoir six de ses albums atteindre no 1 sur les charts        | Lauréat  |

### Groovevolt Awards
| Année | Travail nommé  | Catégorie                                              | Résultat |
| ----- | -------------- | ------------------------------------------------------ | -------- |
| 2004  | Toxic          | Clip de l'année                                        | Lauréat  |
| 2004  | In The Zone    | Meilleure Album Feminin                                | Lauréat  |
| 2004  | Everytime      | Meilleure performance chanson par une artiste féminine | Lauréat  |
| 2004  | Britney Spears | Artiste s'étant le plus à la mode                      | Lauréat  |

### Hollywood Reporter
| Année | Travail nommé  | Catégorie                  | Résultat |
| ----- | -------------- | -------------------------- | -------- |
| 1999  | Britney Spears | Meilleure Artiste Feminine | Lauréat  |
| 1999  | Britney Spears | Revelation Artiste         | Lauréat  |

### Bravo A List Awards
| Année | Travail nommé  | Catégorie                 | Résultat |
| ----- | -------------- | ------------------------- | -------- |
| 2009  | Britney Spears | Artiste de l'année        | Lauréat  |
| 2009  | Circus         | Album de l'année          | Lauréat  |
| 2009  | Circus         | Titre le Plus telecharger | Lauréat  |

### Total Finale Live
| Année | Travail nommé         | Catégorie                                      | Résultat |
| ----- | --------------------- | ---------------------------------------------- | -------- |
| 2008  | ...Baby One More Time | Vidéo la plus iconique de la dernière décennie | Lauréat  |
| 2008  | Britney Spears        | Reine de TRL                                   | Lauréat  |
| 2008  | Britney Spears        | Reine des clips                                | Lauréat  |

### Bambi Awards
| Année | Travail nommé  | Catégorie                         | Résultat |
| ----- | -------------- | --------------------------------- | -------- |
| 2008  | Britney Spears | Meilleure Star Pop Internationale | Lauréat  |

### Golden Music Awards
| Année | Travail nommé                   | Catégorie                     | Résultat |
| ----- | ------------------------------- | ----------------------------- | -------- |
| 2003  | I'm Not a Girl, Not Yet a Woman | Meilleure Clip Internationale | Lauréat  |
| 2005  | Toxic                           | Clip de l'année               | Lauréat  |
| 2005  | Greatest Hits: My Prerogative   | Album Rock/Pop de l'année     | Lauréat  |

### FHM
| Année | Travail nommé  | Catégorie                 | Résultat |
| ----- | -------------- | ------------------------- | -------- |
| 2004  | Britney Spears | Plus Belle Femme du Monde | Lauréat  |

### Capital FM London Awards
| Année | Travail nommé  | Catégorie                       | Résultat |
| ----- | -------------- | ------------------------------- | -------- |
| 1999  | Britney Spears | Favorite Artiste Internationale | Lauréat  |

### France Mellier M6 Awards
| Année | Travail nommé         | Catégorie      | Résultat |
| ----- | --------------------- | -------------- | -------- |
| 1999  | ...Baby One More Time | Meilleure Clip | Lauréat  |

### TRL Awards
| Année | Travail nommé  | Catégorie          | Résultat |
| ----- | -------------- | ------------------ | -------- |
| 2003  | Britney Spears | Prix Première Dame | Lauréat  |
| 2004  | Britney Spears | Prix Gille Bloquer | Lauréat  |

### Perezzies Awards
| Année | Travail nommé                    | Catégorie                   | Résultat   |
| ----- | -------------------------------- | --------------------------- | ---------- |
| 2008  | Britney Spears                   | la plus amélioré            | Lauréat    |
| 2009  | Britney Spears                   | la plus amélioré            | Lauréat    |
| 2011  | Britney Spears                   | la plus amélioré            | Lauréat    |
| 2011  | Britney Spears                   | Meilleure Celebriter        | Nomination |
| 2011  | Britney Spears                   | Célébrité la plus étouffant | Nomination |
| 2011  | Britney Spears                   | Celebriter de l'année       | Nomination |
| 2011  | Till The World Ends              | Meilleure Chanson           | Nomination |
| 2011  | Britney Spears and Jason Trawick | Meilleure Couple            | Nomination |

### Shorty Awards
| Année | Travail nommé  | Catégorie                             | Résultat   |
| ----- | -------------- | ------------------------------------- | ---------- |
| 2011  | Britney Spears | Meilleure Chanteuse                   | Nomination |
| 2011  | Britney Spears | Meilleure Celebriter                  | Nomination |
| 2011  | Britney Spears | Meilleure Chanteuse de divertissement | Nomination |
| 2011  | Britney Spears | Meilleure Innovation                  | Nomination |
| 2011  | Britney Spears | Artiste la plus Fashion               | Nomination |

### OK! Magazine Awards
| Année | Travail nommé  | Catégorie                 | Résultat |
| ----- | -------------- | ------------------------- | -------- |
| 2009  | Britney Spears | Artiste Au Plus Beau Corp | Lauréat  |

### Premios Amigos
| Année | Travail nommé  | Catégorie                        | Résultat |
| ----- | -------------- | -------------------------------- | -------- |
| 1999  | Britney Spears | Artiste Feminine Internationale  | Lauréat  |
| 2000  | Britney Spears | Meilleure Artiste Internationale | Lauréat  |

### Covina Awards
| Année | Travail nommé               | Catégorie                  | Résultat |
| ----- | --------------------------- | -------------------------- | -------- |
| 2006  | Britney Spears              | Meilleure Artiste Feminine | Lauréat  |
| 2006  | Someday (I Will Understand) | Meilleure Chanson Pop      | Lauréat  |
| 2007  | Britney Spears              | Meilleure Artiste Feminine | Lauréat  |
| 2007  | Blackout                    | Album de l'année           | Lauréat  |
| 2007  | Piece of me                 | Meilleure Chanson Pop      | Lauréat  |
| 2007  | Toy soldier                 | Meilleure Hit de Folie     | Lauréat  |
| 2007  | Britney Spears              | Meilleure Retour           | Lauréat  |

### Bravo Supershow Awards
| Année | Travail nommé  | Catégorie                  | Résultat |
| ----- | -------------- | -------------------------- | -------- |
| 2000  | Britney Spears | Meilleure Artiste Feminine | Lauréat  |

### Blockbuster Entertainment Awards
| Année | Travail nommé  | Catégorie                      | Résultat |
| ----- | -------------- | ------------------------------ | -------- |
| 2000  | Britney Spears | Meilleure Artiste Feminine Pop | Lauréat  |

### Echo Awards (Germany)
| Année | Travail nommé  | Catégorie                  | Résultat |
| ----- | -------------- | -------------------------- | -------- |
| 2001  | Britney Spears | Meilleure Artiste Feminine | Lauréat  |

### inMusic Awards
| Année | Travail nommé      | Catégorie         | Résultat |
| ----- | ------------------ | ----------------- | -------- |
| 2008  | Britney Spears     | Meilleure Artiste | Lauréat  |
| 2008  | Womanizer          | Meilleure Clip    | Lauréat  |
| 2011  | Hold It Against Me | Meilleure Chanson | Lauréat  |
| 2011  | Hold It Against Me | Meilleure Clip    | Lauréat  |

### Playboy Magazine
| Année | Travail nommé      | Catégorie    | Résultat |
| ----- | ------------------ | ------------ | -------- |
| 2008  | Curious            | Parfum Sexy  | Lauréat  |
| 2009  | Womanizer          | Clip Sexy    | Lauréat  |
| 2011  | Hold It Against Me | Chanson Sexy | Lauréat  |
| 2011  | Hold It Against Me | Clip Sexy    | Lauréat  |

### Music Week Awards
| Année | Travail nommé         | Catégorie                                | Résultat |
| ----- | --------------------- | ---------------------------------------- | -------- |
| 1999  | ...Baby One More Time | Meilleure Vente de single au Royaume-Uni | Lauréat  |

### OVMA
| Année | Travail nommé | Catégorie                          | Résultat |
| ----- | ------------- | ---------------------------------- | -------- |
| 2008  | Womanizer     | Meilleur mixage son dans une vidéo | Lauréat  |

### People Magazine
| Année | Travail nommé  | Catégorie                     | Résultat |
| ----- | -------------- | ----------------------------- | -------- |
| 2008  | Britney Spears | Plus parlé - À propos de Star | Lauréat  |
| 2008  | Britney Spears | Meilleure Retour              | Lauréat  |

### Fuse.tv Poll
| Année     | Travail nommé  | Catégorie                                                            | Résultat |
| --------- | -------------- | -------------------------------------------------------------------- | -------- |
| 2008      | Womanizer      | Meilleur Clip                                                        | Lauréat  |
| 2008      | Womanizer      | Choix des téléspectateurs                                            | Lauréat  |
| 2009      | Circus         | Clip de l'année                                                      | Lauréat  |
| 2010      | Britney Spears | Princesse de la Pop Provocatrice                                     | Lauréat  |
| 2010      | Britney Spears | Star la plus sexy                                                    | Lauréat  |
| 2010      | Britney Spears | Plus grand règne dans la Pop                                         | Lauréat  |
| 2010      | Britney Spears | Qui va aller la distance?                                            | Lauréat  |
| 2010      | Britney Spears | Britney Spears vs Miley Cyrus: "pas une fille, pas encore une femme" | Lauréat  |
| 2011      | I Wanna Go     | Top 40 des chansons                                                  | Lauréat  |
| 2011-2012 | Britney Spears | La Plupart Connu par les Grammy                                      | Lauréat  |

### Capital 95.8 FM London Awards
| Année | Travail nommé  | Catégorie                       | Résultat |
| ----- | -------------- | ------------------------------- | -------- |
| 2000  | Britney Spears | Artiste Feminine Internationale | Lauréat  |

### Popcorn Awards
| Année | Travail nommé  | Catégorie                        | Résultat |
| ----- | -------------- | -------------------------------- | -------- |
| 1999  | Britney Spears | Meilleure Artiste Internationale | Lauréat  |

### Austria Rennbarn Express Awards
| Année | Travail nommé  | Catégorie            | Résultat |
| ----- | -------------- | -------------------- | -------- |
| 1999  | Britney Spears | Meilleure Revelation | Lauréat  |

### Rockbjornen
| Année | Travail nommé  | Catégorie                                  | Résultat |
| ----- | -------------- | ------------------------------------------ | -------- |
| 1999  | Britney Spears | Artiste des Affaires étrangères de l'année | Lauréat  |

### Germany Bravo Gold Awards
| Année | Travail nommé  | Catégorie                                   | Résultat |
| ----- | -------------- | ------------------------------------------- | -------- |
| 2000  | Britney Spears | Meilleure chanteuse internationale Feminine | Lauréat  |

### Hit Music Awards
| Année | Travail nommé  | Catégorie                        | Résultat |
| ----- | -------------- | -------------------------------- | -------- |
| 2008  | Britney Spears | Meilleure Artiste Internationale | Lauréat  |
| 2008  | Gimme More     | Meilleure Chanson Internationale | Lauréat  |
| 2008  | Blackout       | Meilleure Album Internationale   | Lauréat  |

### Premios Mixup
| Année | Travail nommé  | Catégorie                 | Résultat |
| ----- | -------------- | ------------------------- | -------- |
| 2001  | Britney Spears | Favorite Artiste Feminine | Lauréat  |

### Hello Magazine - Grand Finale
| Année | Travail nommé  | Catégorie                | Résultat |
| ----- | -------------- | ------------------------ | -------- |
| 2008  | Britney Spears | Femme la plus séduisante | Lauréat  |

### Cosmopolitan Ultimate Women of the Year Awards
| Année | Travail nommé  | Catégorie              | Résultat |
| ----- | -------------- | ---------------------- | -------- |
| 2008  | Britney Spears | Ultime retour de Reine | Lauréat  |

### German GQ's Woman
| Année | Travail nommé  | Catégorie       | Résultat |
| ----- | -------------- | --------------- | -------- |
| 2008  | Britney Spears | Dame de l'année | Lauréat  |

### IFPI Switzerland Best Albums
| Année | Travail nommé | Catégorie       | Résultat |
| ----- | ------------- | --------------- | -------- |
| 2008  | Circus        | Meilleure Album | Lauréat  |

### Entertainment Tonight
| Année | Travail nommé  | Catégorie          | Résultat |
| ----- | -------------- | ------------------ | -------- |
| 2008  | Britney Spears | Dame de Couverture | Lauréat  |

### Perezzies
| Année | Travail nommé  | Catégorie                | Résultat |
| ----- | -------------- | ------------------------ | -------- |
| 2008  | Britney Spears | Artiste la plus amélioré | Lauréat  |
| 2008  | Britney Spears | Artiste la plus amélioré | Lauréat  |

### Rolling stone
| Année | Travail nommé       | Catégorie        | Résultat |
| ----- | ------------------- | ---------------- | -------- |
| 2011  | Till the world ends | Meilleure Single | Lauréat  |

### Billboard Critic's choice
| Année | Travail nommé       | Catégorie        | Résultat |
| ----- | ------------------- | ---------------- | -------- |
| 2011  | Till the world ends | Meilleure Single | Lauréat  |

### Los Angeles Times
| Année | Travail nommé  | Catégorie                  | Résultat |
| ----- | -------------- | -------------------------- | -------- |
| 2008  | Britney Spears | Meilleure Site Web Musical | Lauréat  |

### Buzznet awards
| Année | Travail nommé       | Catégorie                                         | Résultat   |
| ----- | ------------------- | ------------------------------------------------- | ---------- |
| 2011  | Till The World Ends | Meilleure Clip Pop                                | Lauréat    |
| 2011  | Hold It Against Me  | Meilleurs effets spéciaux dans une vidéo musicale | Lauréat    |
| 2011  | Hold It Against Me  | Clip de l'année                                   | Nomination |

### 4 Music
| Année | Travail nommé  | Catégorie                       | Résultat |
| ----- | -------------- | ------------------------------- | -------- |
| 2009  | Britney Spears | La Plus grande Popstar du monde | Lauréat  |

### Readers Awards
| Année | Travail nommé  | Catégorie         | Résultat |
| ----- | -------------- | ----------------- | -------- |
| 2009  | Britney Spears | Meilleure Concert | Lauréat  |

### YOU Choice awards
| Année | Travail nommé       | Catégorie               | Résultat   |
| ----- | ------------------- | ----------------------- | ---------- |
| 2010  | 3                   | Meilleure Chanson Danse | Lauréat    |
| 2010  | 3                   | Meilleure Clip Pop      | Lauréat    |
| 2010  | 3                   | Meilleure Clip Feminin  | Lauréat    |
| 2011  | Till The World Ends | Meilleure Chanson Club  | Lauréat    |
| 2011  | Hold It Against Me  | Meilleure Clip Feminin  | Lauréat    |
| 2011  | Hold It Against Me  | Meilleur clip pop       | Lauréat    |
| 2011  | Till The World Ends | Clip de l'année         | Nomination |

### Fitsugar
| Année | Travail nommé | Catégorie         | Résultat |
| ----- | ------------- | ----------------- | -------- |
| 2009  | 3             | Meilleure Chanson | Lauréat  |

### Ask Jeeves
| Année | Travail nommé  | Catégorie                               | Résultat |
| ----- | -------------- | --------------------------------------- | -------- |
| 2009  | Britney Spears | Personne plus recherchés de la Décennie | Lauréat  |

### Popjustice Readers' Poll
| Année | Travail nommé                      | Catégorie                                                                          | Résultat   |
| ----- | ---------------------------------- | ---------------------------------------------------------------------------------- | ---------- |
| 2008  | Womanizer                          | Meilleure Single                                                                   | Lauréat    |
| 2008  | Circus                             | Meilleure Album                                                                    | Nomination |
| 2008  | Womanizer                          | Concept Vidéo la plus ridicules                                                    | Nomination |
| 2008  | Britney Spears                     | Mauvaise performance de X Factor (Chanteuse de création)                           | Lauréat    |
| 2008  | Britney Spears                     | Meilleure Retour                                                                   | Lauréat    |
| 2008  | Britney Spears                     | Meilleure Artiste Pop 2008                                                         | Nomination |
| 2009  | Britney Spears                     | Sac ou moins fine de la styliste                                                   | Nomination |
| 2009  | Britney Spears                     | Moins susceptibles d'être toute utilisation dans le cas d'une guerre mondiale      | Nomination |
| 2009  | 3                                  | Meilleure Video                                                                    | Nomination |
| 2009  | 3                                  | Meilleure Parole                                                                   | Lauréat    |
| 2010  | Britney Spears                     | Meilleure Popstar Sur Twitter                                                      | Nomination |
| 2010  | Britney Spears                     | acte le plus probable pour sauver la pop (pas qu'il a besoin de l'épargne) en 2011 | Nomination |
| 2010  | Britney Spears                     | le déluge                                                                          | Nomination |
| 2011  | Femme fatale                       | Meilleure Album                                                                    | Lauréat    |
| 2011  | Till The World Ends                | Meilleure Single                                                                   | Nomination |
| 2011  | Britney Spears                     | Meilleure Retour                                                                   | Nomination |
| 2011  | Britney Spears, Nicki Minaj, Kesha | Meilleure Collaboration                                                            | Nomination |
| 2011  | I Wanna Go                         | Meilleure Video Pop                                                                | Nomination |
| 2011  | Hold It Against Me                 | Meilleure Clip Pop                                                                 | Nomination |
| 2011  | Britney Spears                     | La Fin Du Monde                                                                    | Nomination |
| 2011  | Britney Spears                     | Meilleure fanclub                                                                  | Nomination |